# Yukon-Kuskokwim-Delta
Das Yukon-Kuskokwim-Delta ist mit etwa 70.000 km² eines der größten Flussdeltasysteme der Erde. Es befindet sich an den Mündungen der Flüsse Yukon und Kuskokwim in das Beringmeer im Westen Alaskas zwischen der Bristol Bay im Süden und dem Norton Sound im Norden. Mit dem Yukon Delta National Wildlife Refuge wurde 1980 ein Schutzgebiet im Bereich des Deltas geschaffen.

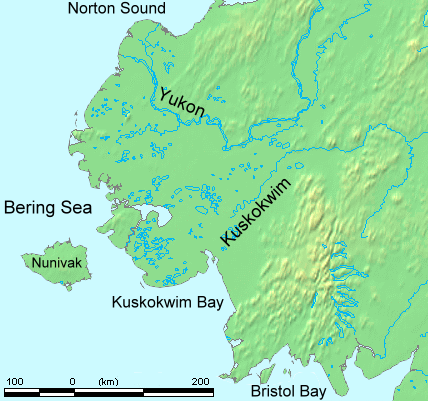
Karte des Yukon-Kuskokwim-Deltas

Der Kuskokwim mündet in die gleichnamige Bucht im Südwesten der von den Flüssen geschaffenen Schwemmebene. Die Mündung des Yukon liegt im Nordwesten am Übergang des Norton Sounds in das offene Meer. Die Insel Nunivak liegt, durch die Etolin Strait vom Festland getrennt, westlich der Deltas.
Die Region des Deltas, die hauptsächlich aus Tundra besteht, hat ungefähr 20.000 Einwohner, die zu 85 % zu den Ureinwohnern Alaskas aus den Völkern der Yupik und der Athabasken zählen. Größte Siedlung und Versorgungszentrum ist Bethel am Kuskokwim.
Zwischen Russian Mission am Yukon mit Upper Kalskag am Kuskokwim existiert mit der Yukon-Kuskokwim Portage eine historische Landverbindung zwischen den beiden Flüssen.